# Manuel Francisco de Barros e Sousa de Mesquita de Macedo Leitão e Carvalhosa
 Manuel Francisco de Barros i Sousa Macedo de Mesquita Leitao i Carvalho  (Lisboa, 18 de novembre de 1791 - París 17 de gener de 1855), més conegut com a segon Vescomte de Santarém va ser un historiador, diplomàtic i estadista portuguès, que es va distingir com un estudiós de la cartografia antiga (un terme que el va crear) i com a historiador dels descobriments portuguès, la producció de diverses obres destinades a garantir la primacia de la presència portuguesa en diverses regions, especialment al sud de la costa d'Àfrica Occidental Cap Bojador.
Va exercir durant l'estiu de 1827, durant la regència de Maria Isabel de Portugal i des de la separació de fases de la vintismo, el càrrec de Ministre i Secretari d'Estat dels Assumptes del Regne, que correspon a la funció com a cap de govern. el 1828, sota el rei Miquel I, va acceptar el càrrec de Ministre i Secretari d'Estat de Relacions Exteriors, cosa que el va lligar al miguelismo, i va provocar el seu exili a París després de la victòria liberal. Va ser membre de la Reial Acadèmia de Ciències, l'Institut de França i moltes acadèmies estrangeres i organitzacions científiques, sent en la seva època un dels intel·lectuals de Portugal amb un major perfil internacional.